# Alföldy Jenő (orvos)
Nemesmiliticsi Alföldy Jenő (Erzsébetváros, 1904. június 18. – Budapest, 1981. november 20.) magyar orvos, fül-orr-gégész, orvostörténész, egyetemi tanár, az orvostudományok doktora.

## Élete
Alföldy Jenő 1904-ben született a Kis-Küküllő vármegyei Erzsébetvárosban, Alföldy Dénes vegyész, gyógyszerész, a temesvári gimnázium tanára és Schedelmayer Anna fiaként. 1922-ben a Gyulafehérvári Főgimnáziumban érettségizett, majd a győri Czuczor Gergely Bencés Gimnáziumban kiegészítő érettségi vizsgát tett. 1928-ban a budapesti Pázmány Péter Tudományegyetemen szerzett orvosdoktori diplomát, majd a Vöröskereszt Kórház Sebészeti Osztályának segédorvosa, 1930-ban pedig a Pázmány Péter Tudományegyetem Fül-orr-gégészeti Klinika díjas gyakornoka, illetve egyetemi tanársegéde lett.
1929 és 1949 között az Országos Társadalombiztosító Intézet Fül-orr-gégészeti Osztályának főorvosa és a Pest-Vidéki Törvényszék für-orr-gégész szakértője volt. 1931-ben az orr-, gége- és fülbetegségekből szakorvosi vizsgát tett. 1934-ben az Apponyi Poliklinika, illetve a Poliklinika Fül-orr-gégészeti Osztályának szakasszisztense, majd szakorvosa lett. A második világháború alatt, 1942-ben a 3. sz. Helyőrségi Kórház tartalékos orvos zászlósaként betegellátó oszlopnál teljesített katonai szolgálatot a keleti fronton, azonban súlyosan megbetegedett és hazaszállították. Felgyógyulása után 1944-től 1945-ig a Pápai Hadikórházban szolgált. 1945-ben magántanári képesítést szerzett.
1947-ben a Poliklinika Fül-orr-gégészeti Osztályának megbízott osztályvezetője lett, majd 1949 és 1961 között osztályvezető főorvosa volt. 1952-ben az orvostudományok kandidátusa, majd 1968-ban doktora lett. 1966-tól 1974-ig a Fül-orr-gége Szakcsoport, illetve a Magyar Fül-orr-gégészeti Egyesület elnöke volt. 1957-ben a Fül-orr-gégegyógyászat című szaklap szerkesztőbizottságának alapító tagja, majd 1976-ban örökös tiszteletbeli tagja lett. 1961-től 1974-ig a POTE Fül-orr-gégészeti Klinikájának tanszékvezető egyetemi tanáraként dolgozott, majd haláláig a Semmelweis Orvostörténeti Múzeum, Könyvtár és Levéltár tudományos tanácsadója volt.
Elsősorban a fül daganatos megbetegedéseivel és transzplantációval, valamint hallásjavító műtétekkel és az arcidegbénulás fül-orr-gégészeti vonatkozásainak feltárásával foglalkozott, a gyors légcsőmetszés elvégzéséhez pedig új műszert és eljárást is kidolgozott, illetve nevéhez fűződik a peritonsillitis detrituosa kórképének leírása is. Orvostörténészként vizsgálta a magyar fül-orr-gégészet történetét is.
Felesége 1934-től Halmy Kornélia előadóművész, műegyetemi tisztviselő, Halmy Gyula vegyészmérnök, kormányfőtanácsos és Rabolt Margit tanítónő lánya volt. Két gyermekük született, Alföldy Géza (1935–2011) ókortörténész, egyetemi tanár, az MTA külső tagja és Alföldy Jenő (1939–) kritikus, irodalomtörténész.
1981-ben hunyt el Budapesten, a rákoskeresztúri Új köztemetőben nyugszik.